# Тлакопан
Тлакопан, Таку́ба (ісп. Tlacopan, Tacuba) — стародавнє місто-держава біля  озера Тескоко (нині Мексика). 
З XII століття місто заселяло плем'я тепанеків. Першим правителем-тепанеком у Тлакопані був Тлакомацін. З XIII століття Тлакопан підкорявся сусідньому місту-державі тепанеків Ацкапотцалько. Після смерті могутнього володаря тепанеків Тезозомока Тлакопан на чолі із правителем Тотоквіхуастлі об'єднався з Теночтітланом та Тескоко проти Ацкапотцалько (1428 рік). У результаті остання держава була захоплена новою коаліцією. Тлакопан став учасником Ацтецького потрійного союзу, надалі Ацтецької імперії. Тлатоані Тлакопана отримав титул володар тепанеків. Проте із самого початку вплив Тлакопана був меншим від Теночтітлану та Тескоко. Надалі Тлакопан грав підпорядковану роль.

## Тлатоані
- Тлакомацін
- Акольнахатль (д/н-1427)
- Тотоквіхуастлі I (1427—1440)
- невідомий
- Чімальпопока (1460—1480)
- Тотоквіхуастлі II (1480—1510)
- Тетлепанкецаль (1510—1525)